# Hiba Abouk
Hiba Abouk, all'anagrafe Hiba Aboukhris Benslimane (Madrid, 30 ottobre 1986), è un'attrice spagnola di origine libica e tunisina, attiva principalmente in campo televisivo.
Tra i suoi ruoli principali, figurano quello di Eva Lys nella serie televisiva La isla de los nominados (2010), quello di Marisa in Pegada a tu almohada (2012), quello di Candela nella serie televisiva Con el culo al aire (2012-2013) e quello di Fátima ben Barek nella serie televisiva Il Principe - Un amore impossibile (2014-2015).
Nei suoi primi ruoli, è apparsa con il nome di Hiba Aboukhris.

## Biografia
Hiba Aboukris Benslimane nasce a Madrid il 30 ottobre 1986 da genitori emigrati dal Maghreb (padre libico e madre tunisina), ed è l'ultima di quattro fratelli. Viene educata secondo i dettami della cultura musulmana. Per realizzare il suo sogno di diventare attrice, contrastato dai genitori, all'età di 18 anni, dopo aver conseguito il diploma al Liceo Francese di Madrid, abbandona la famiglia. Studia quindi filologia araba e arte drammatica. Oltre allo spagnolo e all'arabo parla correntemente anche l'inglese, il francese e l'italiano.
Fa il proprio debutto sul piccolo schermo nel 2010, recitando nel ruolo di Eva Lys, protagonista della serie televisiva La isla de los nominados. Nello stesso anno, recita nel ruolo da protagonista nel cortometraggio, diretto da Mari Navarro, Pegada a tu almohada, dove interpreta Marisa. In seguito, dal 2012 al 2013, la ritroviamo nel ruolo di Candela nella serie televisiva Con el culo al aire.
La grande popolarità arriva però soprattutto grazie alla serie televisiva poliziesca, trasmessa da Telecinco e campione d'ascolti in Spagna, Il Principe - Un amore impossibile (El Príncipe), dove dal 2013 interpreta il ruolo della protagonista femminile Fátima Ben Barek. Per l'interpretazione di questo ruolo, la Abouk afferma di essere stata aiutata dalle sue origini arabe. Il 7 luglio 2014 viene premiata a Madrid come "icona di bellezza femminile" ai Cosmopolitan Beauty Awards.

### Vita privata
Era sposata con il calciatore marocchino Achraf Hakimi, da cui ha avuto due figli nati nel 2020 e nel 2022. Ha chiesto il divorzio dal giocatore del Paris Saint Germain dopo tre anni di matrimonio pretendendo la metà delle proprietà del calciatore. Con sorpresa, ha scoperto che non esiste alcuna fortuna. Il tribunale l'ha informata che il coniuge multimilionario in realtà non possiede nulla, poiché tutte le proprietà sono intestate alla madre di lui. Hakimi guadagna un milione di euro al mese e tutti i soldi sono depositati sul conto bancario di sua madre. Case, terreni, automobili, gioielli, vestiti e tutto ciò che Hakimi ha acquistato è già intestato a sua madre.

## Filmografia

### Televisione
- La isla de los nominados - serie TV, 11 episodi (2010)
- Cheers - serie TV, 1 episodio (2011)
- Pasapalabra, 12 puntate (2011-presente)
- El corazón del océano - serie TV, 6 episodi (2011-2014)
- Con el culo al aire - serie TV, 26 episodi (2012-2013)
- Il Principe - Un amore impossibile (El Príncipe) - serie TV, 31 episodi (2014-2015)
- Madres. Amor y vida - serie TV, 8 episodi (2021)
- J'ai tué mon mari - serie TV, 6 episodi (2021)

### Cinema
- Pegada a tu almohada, regia di Mari Navarro (2012)
- Historias de Lavapiés, regia di Ramón Luque (2014)
- Proyecto tiempo, regia di Isabel Coixet (2017)
- Caribe: todo incluído, regia di Miguel García de la Calera (2020)

## Premi e riconoscimenti
- 2014: Premio come icona di bellezza femminile ai Cosmopolitan Beauty Awards[8]

## Doppiatrici italiane
- Myriam Catania in Il Principe - Un amore impossibile[6]